# 8 Rue de l’Humanité
8 Rue de l’Humanité (internationaler Titel: Stuck Together) ist eine französische Komödie, die am 20. Oktober 2021 weltweit auf Netflix veröffentlicht wurde.

## Handlung
Zu Beginn der Corona-Pandemie befindet sich Paris im Lockdown und viele Pariser sind aufs Land geflüchtet, die Straßen sind menschenleer, nur die Bewohner des Miethauses Rue de l’Humanité 8 im 11. Arrondissement harren aus. Die sieben Mietparteien, die sich eigentlich nur vom Sehen kennen, sind nun auf Gedeih und Verderb auf einander angewiesen. Nach und nach zeigen sich positive wie negative Eigenschaften der Zwangsgemeinschaft. Zu den Bewohnern des Hauses gehören die Bistro-Besitzerin Louise, die alles daran setzt, ihr Lokal wieder zu eröffnen, ein ehrgeiziger Wissenschaftler, der einen Impfstoff finden will, der Hypochonder Martin und seine Anwaltsgattin Claire mit Tochter Louna, die versuchen, ihr Berufsleben mit ihrem Familienleben in Einklang zu bringen, ein Personal-Trainer, der seine Kurse per Videokonferenz abhält, aber an Gewicht zulegt und seine im siebten Monat schwangere Freundin, die mit einem Anti-Covid-Song für Aufsehen sorgt. Der Hausbesitzer Tony ist ein Selfmademan, der geschäftlich erfolgreich ist, aber feststellt, dass er nicht einmal den gleichen Bildungsstand wie sein achtjähriger Sohn Basile hat. Schließlich ist da noch der Concierge Diego, dessen Frau Paola wegen Corona im Krankenhaus liegt. Diese Enge hat auch positive Auswirkungen: Die Kinder Basile und Louna verlieben sich ineinander. Während dieser drei Monate erleben alle Bewohner Freude und Ängste, entdecken sich gegenseitig, kommen sich näher, streiten und versöhnen sich.

## Besetzung und Synchronisation
Dialogbuch und -regie führte Tanja Frank.
| Darsteller          | Sprecher           | Rolle                                 |
| ------------------- | ------------------ | ------------------------------------- |
| Dany Boon           | Frank Schaff       | Martin (Hypochonder)                  |
| François Damiens    | Wolfgang Wagner    | Tony (Belgischer Hausbesitzer)        |
| Laurence Arné       | Kaya Marie Möller  | Claire (Martins Frau, Anwältin)       |
| Yvan Attal          | Alexander Doering  | Gabriel (Wissenschaftler)             |
| Alison Wheeler      | Luisa Wietzorek    | Agathe                                |
| Milo Machado Graner | Oskar Ehrhorn      | Basile (Sohn von Tony und Isabelle)   |
| Jorge Calvo         | Abelardo Decamilli | Diego (Consierge)                     |
| Myriam Bourguignon  | Melanie Hinze      | Isabelle (Hausbesitzerin)             |
| Nawell Madani       | Nurcan Özdemir     | Leila                                 |
| Liliane Rovère      | Margot Rothweiler  | Louise (Cafébesitzerin)               |
| Rose de Kervenoaël  | Marlene Schick     | Louna (Tochter von Martin und Claire) |
| Élie Semoun         | Stefan Krause      | Polizist                              |
| Tom Leeb            | Ricardo Richter    | Samuel (Personal Trainer)             |
| Emmanuel Macron     | Bastian Sierich    | sich selbst (Fernsehansprache)        |

## Kritik
„Ganz nett: Man muss der Netflix-Produktion zugute halten, dass sie trotz des Strebens nach vergnüglicher Harmonie nicht den Fehler begeht, die bittere, belastende Realität der Corona-Zeit zu verniedlichen. […] Was die gemächlich dahinplätschernde Komödie verdaulich macht, ist das für Abwechslung sorgende Hin und Her zwischen den einzelnen Episoden, die einem oder mehreren Bewohner*innen folgen. So ist diese Corona-Lockdown-Komödie zwar nicht missraten, verdient aber höchstens das Etikett ‚ganz nett‘.“

„Eindimensional und überlang: Regisseur Dany Boon und seine Co-Autorin Laurence Arné haben gar nicht so wirklich Lust, über das Thema nachzudenken oder sich lange mit der Figurenzeichnung aufzuhalten. So wird praktisch jede Figur auf einen Punkt reduziert. Boon selbst spielt wie schon in Der Super-Hypochonder jemanden, der in allem und jedem eine Gefahr für seine Gesundheit sieht…“